# Хоенфелс (Констанц)
Хоенфелс (на немски: Hohenfels) е община в окръг Фрайбург, район Констанц в Баден-Вюртемберг в Германия с 2 038 жители (към 31 декември 2018).
Хоенфелс се намира северно от Боденското езеро.
Кралят на Източнофранкското кралство Карл Дебели (839 – 888) е често в Хоенфелс. 